# Magyarország nagyköveteinek listája
Magyarország aktuálisan külföldön hivatalban lévő nagyköveteinek listája  földrészekre bontva, az ország neve szerinti ábécésorrendben.

## Afrika
| Fogadó ország           | A nagykövet neve         | A követség weboldala | Megjegyzés |
| ----------------------- | ------------------------ | -------------------- | --- |
| Algéria                 | Szarka Gábor Levente     | Algír                | A misszióvezető akkreditálva van még: Mali |
| Angola                  | Maris Zsolt              | Luanda               | A misszióvezető akkreditálva van még: Mozambik, Kongói Demokratikus Köztársaság (2020-tól)                                                              |
| Dél-afrikai Köztársaság | Horváth Attila György    | Pretoria             | A misszióvezető akkreditálva van még: Botswana, Lesotho, Madagaszkár, Malawi, Mauritius, Namíbia, Szváziföld, Zambia, Zimbabwe                          |
| Egyiptom                | Kovács András            | Kairó                | A misszióvezető akkreditálva van még: Csád, Dél-Szudán, Eritrea, Szudán                                                                                 |
| Ghána                   | Fehér Tamás              | Accra                | A misszióvezető akkreditálva van még: Burkina Faso, Elefántcsontpart, Gambia, Guinea, Libéria, Sierra Leone, Szenegál, Togo                             |
| Kenya                   | Mészáros Zsolt           | Nairobi              | A misszióvezető akkreditálva van még: Burundi, Comore-szigetek, Kongói Demokratikus Köztársaság, Ruanda, Tanzánia, Uganda, Seychelle-szigetek, Szomália |
| Líbia                   | Fábián-Seremetyev Zoltán | Tripoli              | A misszióvezető akkreditálva van még: Niger |
| Marokkó                 | Tromler Miklós           | Rabat                | A misszióvezető akkreditálva van még: Mauritánia |
| Nigéria                 | Beer Sándor              | Abuja                | A misszióvezető akkreditálva van még: Benin, Gabon, Kamerun, Közép-afrikai Köztársaság                                                                  |
| Tunézia                 | Mile Lajos (2022–)       | Tunisz               | |

## Amerika
| Fogadó ország           | A nagykövet neve            | A követség weboldala | Megjegyzés                                                                      |
| ----------------------- | --------------------------- | -------------------- | ------------------------------------------------------------------------------- |
| USA                     | Takács Szabolcs Ferenc      | Washington           |                                                                                 |
| Argentína               | dr. Kveck Péter József      | Buenos Aires         | A misszióvezető akkreditálva van még: Paraguay, Uruguay                         |
| Brazília                | Dr. Halmai Miklós           | Brazíliaváros        |                                                                                 |
| Chile                   | Bucsi Szabó Edit            | Santiago de Chile    |                                                                                 |
| Ecuador                 | Szécsi Dániel               | Quito                | A misszióvezető akkreditálva van még: Panama                                    |
| ENSZ állandó képviselet | Horváth Zsuzsanna           | New York             |                                                                                 |
| Kanada                  | Vass-Salazar Mária          | Ottawa               |                                                                                 |
| Kolumbia                | Villegas-Vitézy Anna Zsófia | Bogota               | A misszióvezető akkreditálva van még: Panama                                    |
| Kuba                    | Heincz Balázs               | Havanna              | A misszióvezető akkreditálva van még: Dominikai Köztársaság, Jamaica            |
| Mexikó                  | Németh Zoltán               | Mexikóváros          | A misszióvezető akkreditálva van még: Costa Rica, Guatemala, Honduras, Salvador |
| Peru                    | Beck András                 | Lima                 | A misszióvezető akkreditálva van még: Bolívia                                   |

## Ausztrália és Óceánia
| Fogadó ország | A nagykövet neve                          | A követség weboldala | Megjegyzés                                                                                 |
| ------------- | ----------------------------------------- | -------------------- | ------------------------------------------------------------------------------------------ |
| Ausztrália    | Csenger-Zalán Zsolt                       | Canberra             | A misszióvezető akkreditálva van még: Pápua Új-Guinea, Salamon-szigetek, 2021-től: Vanuatu |
| Új-Zéland     | Geiger Mihály István (ideiglenes ügyvivő) | Wellington           | A misszióvezető akkreditálva van még: Fidzsi-szigetek, Szamoa, Tonga, Tuvalu, Kiribati     |

## Ázsia
| Fogadó ország           | A nagykövet neve      | A követség weboldala | Megjegyzés                                                                                  |
| ----------------------- | --------------------- | -------------------- | ------------------------------------------------------------------------------------------- |
| Egyesült Arab Emírségek | Naffá Osama           | Abu Dhabi            |                                                                                             |
| Fülöp-szigetek          | Tóth Titanilla        | Manila               | A misszióvezető akkreditálva van még: Palau, Marshall-szigetek, 2021-től: Nauru, Mikronézia |
| India                   | Király András László  | Újdelhi              | A misszióvezető akkreditálva van még: Banglades, Maldív-szigetek, Nepál, Srí Lanka          |
| Indonézia               | Karsay Lilla          | Jakarta              | A misszióvezető akkreditálva van még: Kelet-Timor, ASEAN                                    |
| Irak                    | Tar Attila            | Bagdad               | A nagykövetségen konzulátus nincsen.                                                        |
| Irán                    | Pethő Gyula           | Teherán              |                                                                                             |
| Izrael                  | Szentgyörgyi Zoltán   | Tel-Aviv             |                                                                                             |
| Japán                   | Aulner-Bálint Anna    | Tokió                |                                                                                             |
| Jordánia                | Káli Attila           | Ammán                |                                                                                             |
| Katar                   | Fodor Barnabás        | Doha                 |                                                                                             |
| Kazahsztán              | Róna Ottó Iván        | Asztana              | A misszióvezető akkreditálva van még: Tádzsikisztán                                         |
| Kína                    | Pesti Máté            | Peking               |                                                                                             |
| Kirgizisztán            | Dorogi Sándor         | Biskek               |                                                                                             |
| Dél-Korea               | Szerdahelyi István    | Szöul                | A misszióvezető akkreditálva van még: Koreai Népi Demokratikus Köztársaság                  |
| Kuvait                  | Torda Eszter          | Kuvaitváros          |                                                                                             |
| Libanon                 | Csillag Ferenc László | Bejrút               |                                                                                             |
| Malajzia                | Ponevács-Pana Petra   | Kuala Lumpur         |                                                                                             |
| Mongólia                |                       | Ulánbátor            |                                                                                             |
| Pakisztán               | Fazekas Béla          | Iszlámábád           | akkreditálva Afganisztánba                                                                  |
| Palesztina              | Diczházi Gábor        | Rámalláh             | képviseleti iroda                                                                           |
| Szaúd-Arábia            | Selmeci Balázs        | Rijád                | A misszióvezető akkreditálva van még: Bahrein, Jemen, Omán                                  |
| Szingapúr               | Pach Judit            | Szingapúr            | A misszióvezető akkreditálva van még: Brunei                                                |
| Szíria                  | betöltetlen           | -                    | működését felfüggesztette 2012. december 5-én                                               |
| Thaiföld                | Sipos Sándor          | Bangkok              | A misszióvezető akkreditálva van még: Mianmar (Burma) és Laosz.                             |
| Üzbegisztán             | Kovács Gyula          | Taskent              | A misszióvezető akkreditálva van még: Türkmenisztán                                         |
| Vietnám                 | Baloghdi Tibor        | Hanoi                | A misszióvezető akkreditálva van még: Kambodzsa                                             |

## Európa
| Fogadó ország                    | A nagykövet neve                   | A követség weboldala      | Megjegyzés                                                                                       |
| -------------------------------- | ---------------------------------- | ------------------------- | ------------------------------------------------------------------------------------------------ |
| Albánia                          | Kasnyik Martina                    | Tirana                    |                                                                                                  |
| Ausztria                         | Szilágyiné Bátorfi Edit            | Bécs                      |                                                                                                  |
| Azerbajdzsán                     | Torma Tamás                        | Baku                      |                                                                                                  |
| Belgium                          | Kovács Tamás Iván                  | Brüsszel                  | A misszióvezető akkreditálva van még: Luxemburg                                                  |
| Bosznia-Hercegovina              | Pósa Krisztián                     | Szarajevó                 |                                                                                                  |
| Bulgária                         | Boros Miklós                       | Szófia                    |                                                                                                  |
| Csehország                       | Baranyi András                     | Prága                     |                                                                                                  |
| Ciprus                           | Lakos Krisztina                    | Nicosia                   |                                                                                                  |
| Dánia                            | Jakab Gabriella                    | Koppenhága                |                                                                                                  |
| ENSZ bécsi állandó képviselete   | Dán Károly                         | bécsi ENSZ képviselet     |                                                                                                  |
| EBESZ állandó képviselet         | Dán Károly                         | bécsi EBESZ képviselet    |                                                                                                  |
| ENSZ genfi állandó képviselete   | Horváth Zsuzsanna                  | genfi ENSZ képviselet     |                                                                                                  |
| Észak-Macedónia                  | Klein András                       | Szkopje                   |                                                                                                  |
| Európa Tanács állandó képviselet | Rusz Alex Harry                    | strasbourgi ET képviselet |                                                                                                  |
| Európai Unió állandó képviselet  | Dr. Ódor Bálint                    | brüsszeli EU képviselet   |                                                                                                  |
| Észtország                       | András Pál                         | Tallinn                   |                                                                                                  |
| Fehéroroszország                 | Dr. Bencsik Zita Ilona             | Minszk                    |                                                                                                  |
| Finnország                       | Breuer Klára                       | Helsinki                  |                                                                                                  |
| Franciaország                    | Habsburg György                    | Párizs                    |                                                                                                  |
| Görögország                      | Sándor Zsolt                       | Athén                     | A misszióvezető akkreditálva van még: Ciprus                                                     |
| Grúzia                           | Sikó Anna Mária                    | Tbiliszi                  |                                                                                                  |
| Hollandia                        | Horogszegi Szilágyi-Landeck Dániel | Hága                      |                                                                                                  |
| Horvátország                     | Demcsák Csaba                      | Zágráb                    |                                                                                                  |
| Írország                         | Bánhegyi Gergely                   | Dublin                    |                                                                                                  |
| Koszovó                          | Bozsik Béla                        | Pristina                  |                                                                                                  |
| Lengyelország                    | Íjgyártó István                    | Varsó                     |                                                                                                  |
| Lettország                       | Urkuti György                      | Riga                      |                                                                                                  |
| Litvánia                         | Béres János                        | Vilnius                   |                                                                                                  |
| Moldova                          | Szabó Sándor                       | Kisinyov                  |                                                                                                  |
| Montenegró                       | Négyesi József                     | Podgorica                 |                                                                                                  |
| Egyesült Királyság               | Kumin Ferenc                       | London                    |                                                                                                  |
| NATO állandó képviselet          | Dr. Balogh István                  | Brüsszel                  |                                                                                                  |
| Németország                      | Györkös Péter                      | Berlin                    |                                                                                                  |
| Norvégia                         | Sándorfi Eszter                    | Oslo                      | A misszióvezető akkreditálva van még: Izland                                                     |
| Olaszország                      | Kovács Ádám Zoltán                 | Róma                      | A misszióvezető akkreditálva van még: San Marino, Málta                                          |
| Oroszország                      | Konkoly Norbert                    | Moszkva                   |                                                                                                  |
| Portugália                       | Fábián Emília                      | Lisszabon                 | A misszióvezető akkreditálva van még: Guinea-Bissau, Sao Tomé és Principe, Zöld-foki Köztársaság |
| Románia                          | Bogár Ferenc                       | Bukarest                  | Ideiglenes ügyvivő.                                                                              |
| Spanyolország                    | Tóth Katalin                       | Madrid                    | A misszióvezető akkreditálva van még: Andorra                                                    |
| Svájc                            | Dr. Czukor József                  | Bern                      | A misszióvezető akkreditálva van még: Liechtenstein                                              |
| Svédország                       | Müller Adrien                      | Stockholm                 |                                                                                                  |
| Szerbia                          | Magyar József                      | Belgrád                   |                                                                                                  |
| Szlovákia                        | Balogh Csaba                       | Pozsony                   |                                                                                                  |
| Szlovénia                        | Dávid Andor Ferenc                 | Ljubljana                 |                                                                                                  |
| Törökország                      | Mátis Viktor                       | Ankara                    |                                                                                                  |
| Ukrajna                          | Heizer Antal                       | Kijev                     |                                                                                                  |
| Vatikán                          | Habsburg-Lotharingiai Eduard       | Szentszék                 | A misszióvezető akkreditálva van még: Szuverén Máltai Lovagrend                                  |